# Dajmanjaureh (Frostvikens socken, Jämtland, 721154-143706)
Dajmanjaureh är en sjö i Strömsunds kommun i Jämtland och ingår i Ångermanälvens huvudavrinningsområde. Sjön har en area på 0,0303 kvadratkilometer och ligger 808,8 meter över havet.

## Delavrinningsområde
Dajmanjaureh ingår i det delavrinningsområde (721188-143846) som SMHI kallar för Utloppet av Dajmanjaureh. Medelhöjden är 836 meter över havet och ytan är 4,94 kvadratkilometer. Räknas de 3 avrinningsområdena uppströms in blir den ackumulerade arean 12,43 kvadratkilometer. Vattendraget som avvattnar avrinningsområdet har biflödesordning 4, vilket innebär att vattnet flödar genom totalt 4 vattendrag innan det når havet efter 339 kilometer. Avrinningsområdet består mestadels av kalfjäll (95 procent). Avrinningsområdet har 0,23 kvadratkilometer vattenytor vilket ger det en sjöprocent på 4,6 procent.